# Deep Lake Water Cooling

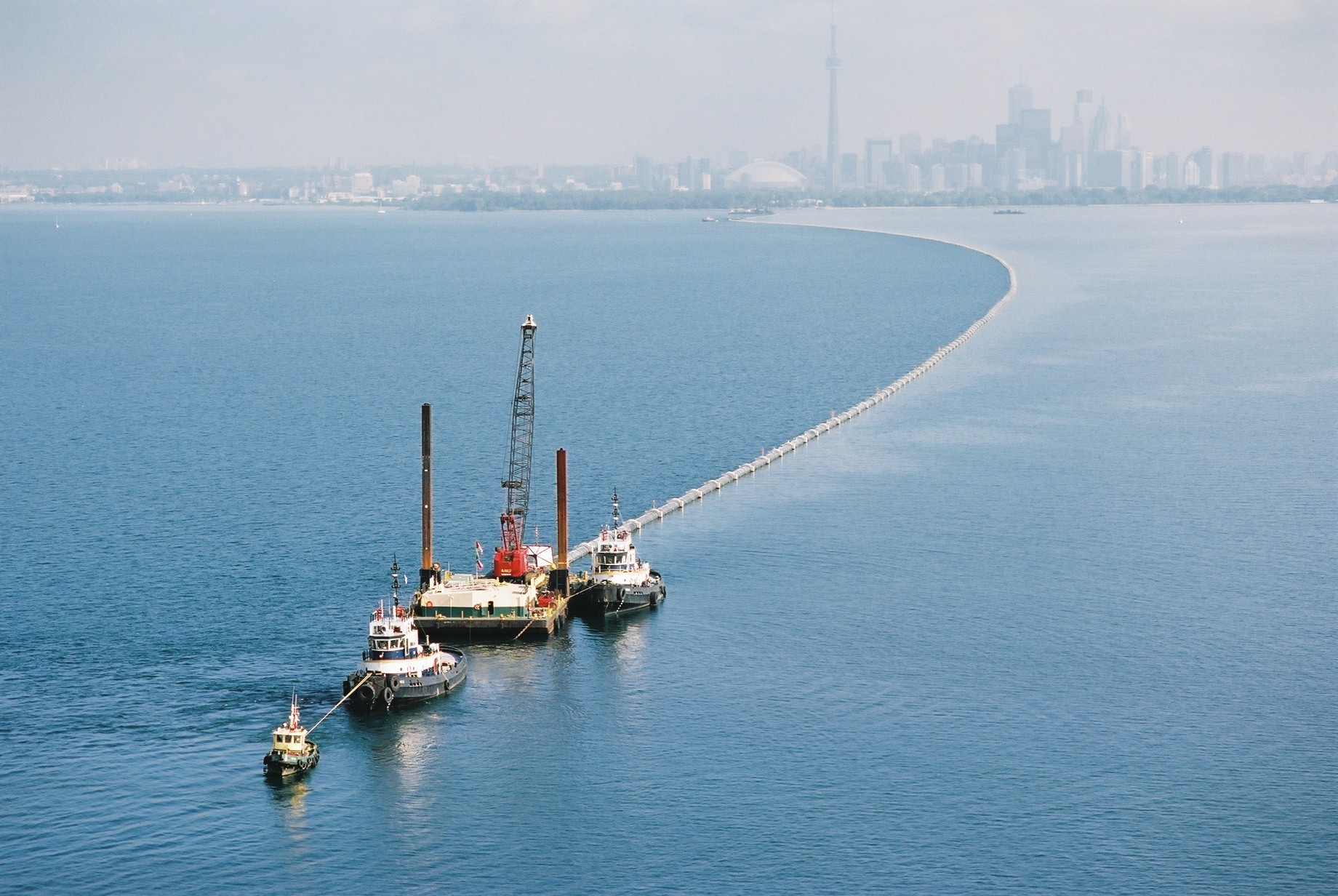
Deep Lake Water Cooling System, Installation 2003

Das Deep Lake Water Cooling, kurz DLWC, System ist ein Projekt, das kaltes Wasser des Ontariosees dazu benutzt, verschiedene Gebäude in Toronto mit umweltfreundlich erzeugter Kälte für die Kühlung zu versorgen.
Dabei wird dem Ontariosee in einer Tiefe von etwa 83 Metern Wasser mit einer Temperatur von 4 °C entnommen und durch ein Rohrleitungssystem in das Fernkühlwerk der Stadt gepumpt. Im Fernkühlwerk wird das kalte Wasser gesammelt, aufbereitet und anschließend als Fernkälte durch ein unterirdisches Rohrleitungsnetz zu den einzelnen Kälteverbrauchern geleitet. In den an das Kältenetz angeschlossenen Gebäuden wird in einem Wärmeübertrager dem Wasser die jeweils überflüssige Wärme des zu kühlenden Gebäudes übertragen und somit eine Kühlung der Raumluft bewerkstelligt. Das so erwärmte Wasser wird zum Teil für die Trinkwasserversorgung der Gebäude verwendet. Der nicht benötigte Rest wird über das Rohrleitungsnetz wieder in den Ontariosee zurückgeleitet.
Durch dieses Projekt wird der Strombedarf für die Kühlung der Gebäude um 75 % reduziert. Das System wurde im Frühjahr 2004 in Betrieb genommen und versorgt zum Beispiel die Steam-Whistle-Brauerei, die Scotiabank Arena und einige Bürogebäude.
Betrieben wird die Anlage von der City of Toronto Water Supply Division gemeinsam mit dem lokalen Energieversorger Enwave.